# 도깨비부채
도깨비부채(문화어: 수레부채)는 범의귀과에 딸린 여러해살이풀이다.

## 생태
한국에서는 중부 이북의 깊은산에서 무리져 자란다. 줄기 높이는 1m를 넘고, 잎은 손바닥 모양의 복엽으로 작은 잎은 다섯 장이다. 큰 것은 길이가 50센티미터에 달하며 가장자리에 톱니가 있다. 꽃은 6-7월에 피며 황백색이고 취산형 원뿔꽃차례를 이룬다. 꽃차례가 처음에는 태엽 모양으로 말려 있으며, 꽃잎은 없다. 열매는 넓은 난형의 삭과로 길이 5mm이며 2개로 갈라진다.

## 사진

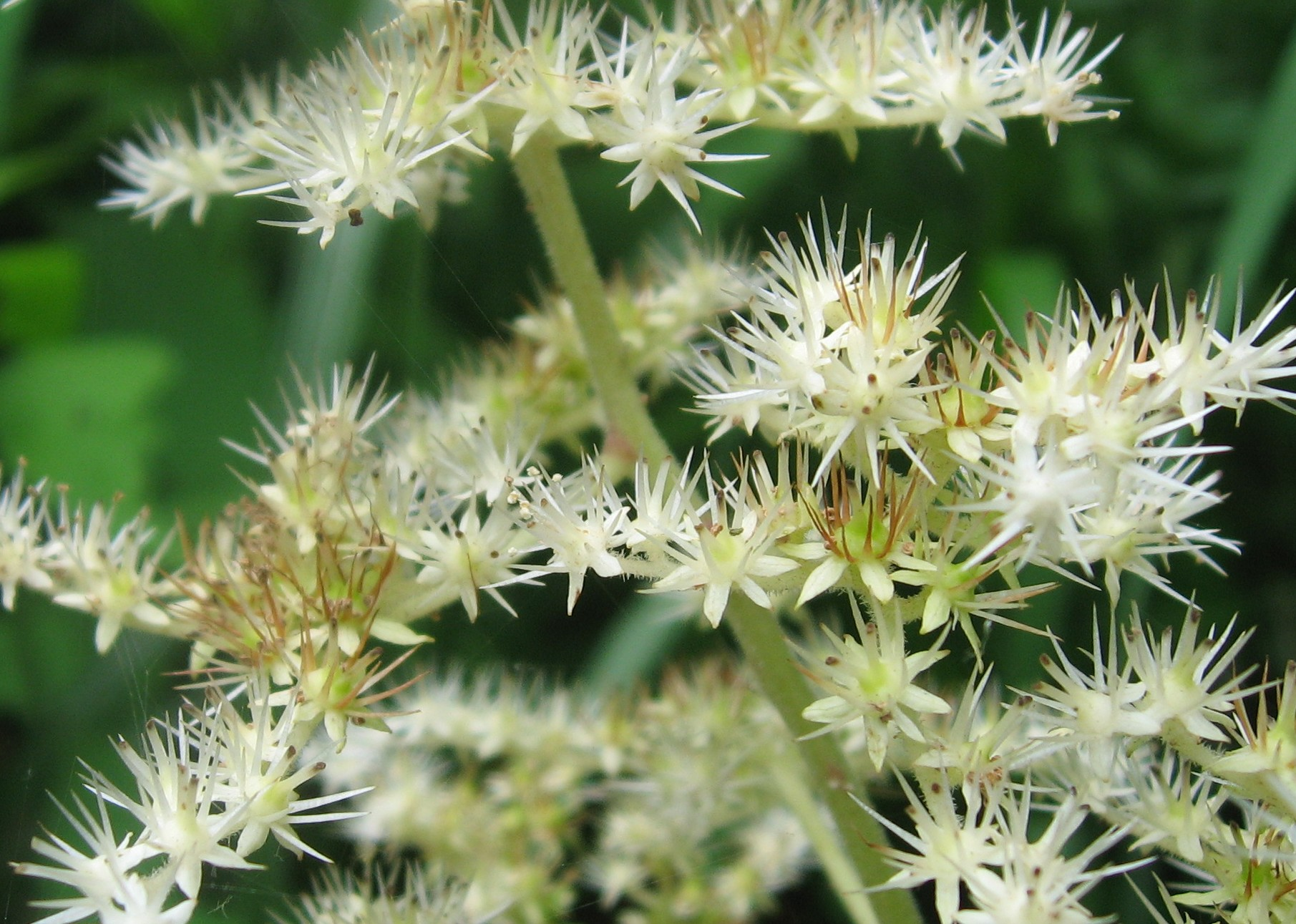
꽃
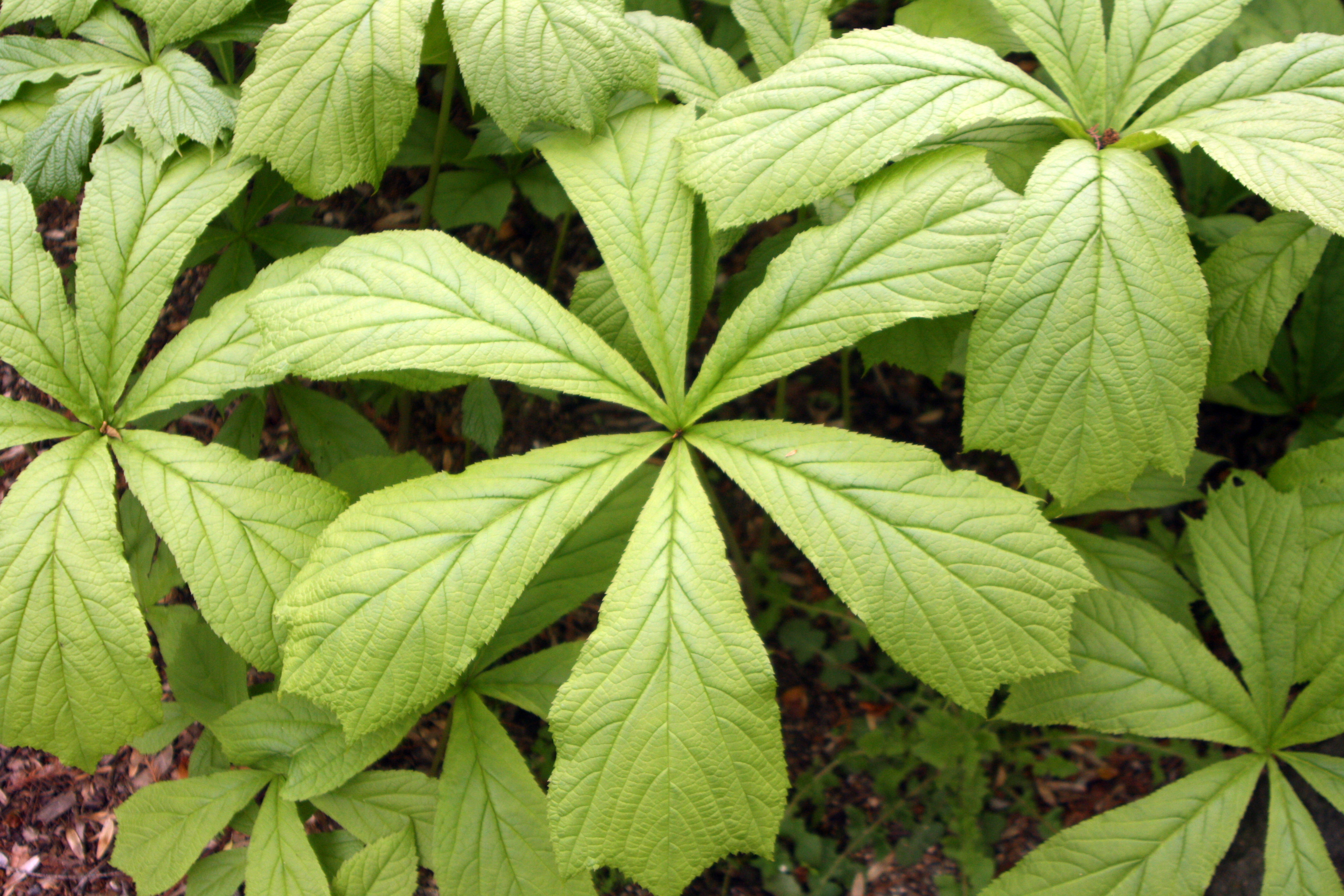
잎

## 참고 문헌
- 고경식; 김윤식 (1988). 《원색한국식물도감》. 아카데미서적.
- 이동혁 (2007). 《오감으로 찾는 우리 풀꽃》. 도서출판 이비컴. ISBN 978-89-89484-57-8.
- 풀베개